# 吉宗評判記 暴れん坊将軍
吉宗評判記 暴れん坊将軍（よしむねひょうばんき　あばれんぼうしょうぐん）は、テレビドラマ『暴れん坊将軍』の第1シリーズで放送された放映タイトルおよび各話スタッフを列挙する。

## 概要
1978年1月7日から1982年5月1日まで全207話が放送された。第108話「将軍に命令する男」はマスターフィルムの状態が不良のため欠番だったが、のちにフィルムが発見された。全207話がハイビジョン化され2014年4月から時代劇専門チャンネルで放送された。

## スタッフ
- プロデューサー：小沢英輔（テレビ朝日）、斉藤頼照、宮川輝水、渡辺操（東映）

## レギュラー
- 徳川吉宗：松平健
江戸幕府第八代目将軍であり、この作品の主人公。元々は紀伊藩主だった。城下町では身分を隠し、貧乏旗本の三男坊「徳田新之助」（愛称「新さん」）と名乗っている。初期の頃は、飲み代に小判を置いていくなどの世間知らずな行動が目立った（第1話～第3話）。男前な為、たまに女性ゲストと良い雰囲気になる回もあるが、結局振られるか悪人に殺されるかのどちらかになる。吉宗と瓜二つな人物（松平の一人二役）が登場する話もある。最終回では、享保の改革と公事方御定書に専念するため、当分外出を取りやめるというラストで締めくくっている。
- 山下幸内：浜畑賢吉（第1話～第7話、第9話～第14話、第19話、第30話）
軍学者。歯に衣着せぬ物言いだが人情味豊かな性格で、め組をはじめ町人たちからも慕われている。将軍としての素性に気付いているような態度で吉宗に接し、政治家として未熟な彼に市井で一喝入れる。剣術にも優れ、実戦でもたびたび吉宗に協力する。第30話を最後に劇中から姿を消した。
- 大岡忠相：横内正（第1話～第9話、第13話、第15話～第29話、第31話～第107話、第109話～第185話、第187話～第207話）
江戸南町奉行。吉宗とは伊勢山田奉行の頃からの馴染み。第1話で松本甲斐守の悪事が発覚した後、吉宗によって南町奉行に就任する。妻「なみ」とはおしどり夫婦。城内、奉行所内以外では主に深編み笠に着流し姿でいることがほとんどだが、遊び人「忠吉」として悪事解決のために調査をする回や吉宗とともに博打に興じた回もある。
- 辰五郎：北島三郎（第1話～第11話、第14話～第26話、第28話、第30話、第32話～第37話、第40話、第42話～第44話、第46話、第49話、第51話～第52話、第55話、第58話～第64話、第66話～第68話、第70話～第73話、第75話、第77話～第78話、第80話、第82話～第87話、第89話～第95話、第97話、第99話～第103話、第105話～第106話、第109話、第113話、第116話～第123話、第133話～第137話、第142話～第143話、第146話～第147話、第149話～第151話、第153話、第155話、第157話～第158話、第160話、第163話、第165話、第168話～第169話、第171話～第172話、第175話、第177話、第179話、第181話～第188話、第191話～第194話、第196話、第198話～199話、第201話～第207話）
吉宗と旧知の鳶職人。8代将軍就任直後の夜に再会した（第1話）。吉宗と忠相が火消制度を設けた際、「め組」の組頭に任じられた（第3話）。人情味溢れるが、同時に喧嘩っ早く吉宗に戒められることもあった。
- おさい：春川ますみ
辰五郎の女房。気が強く、辰五郎が不在の時でもめ組組員から頼りにされる。特技は「自称」静御前の白拍子の舞。当初は新之助を「世間知らずな呑気者」と思い込み、やや冷めた態度をとっていた。かつて病にかかっていたところを助けてくれた恩人が悪人に殺されたり（第84話）、辰五郎との喧嘩の仲裁に入ったはずがワルの策略により人殺しの濡れ衣を着せられたり（第123話）と自身が不幸に見舞われるエピソードも存在する。
- 藪田助八：宮内洋（第1話～第87話）
将軍家庭番総支配。吉宗に従い紀伊藩から転任した元根来組組頭で、配下の者たちから「御頭」と呼ばれている。市井では行商人の姿が中心で場合によっては遊び人、すり鉢僧、大工、同心の姿で活動することもある。普段から手に竹とんぼを持ち、竹羽を手裏剣のようにして投げる（これは演じた宮内のアイデア）。成敗時は薄い青の手拭いを巻き、裾の広い紺の袴を履いた青の忍者装束だったが、途中で濃い青の手拭いを巻き、縄の帯に青のパンタロン風袴に変更される。刀は逆手で斬るが、体術でも実力を発揮する。常に吉宗から信頼されており、武芸のコーチや吉宗の身代わりになって声帯模写（第65話）をしたこともあった。第87話で銃弾から吉宗を護ろうと自ら盾となって撃たれて死亡。モデルは吉宗の将軍就任に伴い、紀伊藩薬込役から、御広敷伊賀者（お庭番）となった薮田定八。
- 大月半蔵：和崎俊哉（第88話～第207話）
将軍家庭番総支配。五郎左衛門の命を受け、助八の後任として現れた将軍家伊賀組組頭。第81話にて紀伊根来組だけが登用されることより事件が発生したことから、伊賀組併用になったと思われる。登場初期は遊び人風の姿で活動し、吹き矢にもなる仕込み槍を携帯している。成敗時は、月代の武家髷だった頃はこげ茶色の頭巾を被った黒の忍者装束だったが、第97話から青の忍者装束に変更され、第104話で総髪に変更されてからは頭巾を被らずに総髪またはポニーテールとなる。後半は雲水の姿が多くなり、仕込み杖を使用するようになる。
- おその：夏樹陽子（第1話～第176話、第178話、第180話～第207話）
将軍家庭番総支配。紀伊藩庭番（薬込）頭だった中津清右衛門の娘。助八と共に紀伊藩から転任した根来組。市井では鳥追いの姿で活動し、仕込み三味線を武器にする。成敗時は鳥追いの姿のままか、黒の忍者装束や旧式の袴を着用するなどしている。男勝りで冷静沈着。助八とは幼馴染である。
- 龍虎：龍虎（第32話～第56話、第58話、第62話、第72話～第74話、第76話～第207話）
辰五郎とは旧知の仲の元因幡藩お抱え力士。八百長試合を強要されたため、逃亡し、め組に居候することになる。大銀杏と七三いなせを合わせたような髪形に紫や青い着流しでいることが多い。女好きで口が悪く、やや斜に構えているが人情家。め組では「関取」と呼ばれ、大食漢の居候だが、時には怪力を活かして貢献する。
- おまち：岐邑美沙子
辰五郎の妹。兄とは腹違いで、父親の後妻の「くめ」という女性（市原悦子）が母親である（第66話）。め組では「おまっちゃん」と慕われている。新之助に惚れているが、正体が吉宗であることは知らない。当初は「新之助さん」か「新之助様」と呼んでいた。
- 源三：園田裕久（第1話～第3話、第5話～第12話、第14話～第207話）
め組の小頭。温厚だが、根は真面目で責任感が強い一本気な性格。周囲からは「源さん」、若い衆からは「兄貴」と呼ばれ慕われている。母親と仁兵衛長屋に暮らしていたが、後に死別する。第99話で誕生日を迎えている。
- 新吉：和崎俊哉（第3話、第21話）
め組の小頭。当初は二人小頭制だった。源三同様、若い衆に「兄貴」と慕われる纏持ち。第21話で大屋根の上で悪人の凶刃に倒れ、死亡した。
- 常：阿波地大輔（第1話～第3話、第5話～第12話、第14話～第207話）
若い衆。鉄、久と一緒にいることが多い。スキンヘッドがトレードマーク。
- 鉄：井上茂（第1話～第3話、第5話～第12話、第14話～第207話）
若い衆。常、久と一緒にいることが多い。女好きなお調子者。
- 久：谷崎弘一（第57話、第58話、第60話～第63話、第65話～第137話、第139話～第146話、第148話～第207話）
若い衆。「久ちゃん」と呼ばれ、常と鉄の弟分的存在。江戸の生まれ育ちと称していたが、第195話において大森村の出身と判明している。
- 山田朝右衛門／一色十郎太：栗塚旭（第21話、第25話、第31話、第37話、第39話、第41話、第44話、第46話、第50話、第52話～第53話、第57話～第58話、第60話、第63話～第65話、第67話、第69話～第70話、第75話、第93話、第98話、第105話、第127話）
浪人”一色十郎太”の名で第21話より登場。同輩の知己として「徳田」（新之助 = 吉宗）をサポートしていたが、第37話より、山田朝右衛門として将軍家御試（おためし）御用に就任。その後も副業として将軍家や大名旗本の刀剣の目利きをしている。新之助の持っていた刀から、新之助の正体を知る。
- 尾張大納言宗春：中尾彬（第1話、第4話、第9話、第20話）
将軍家継承戦に敗れたことから、表向きは将軍に忠誠を誓うも裏では事あるごとに吉宗失墜を狙って悪事を画策する。本人はあまり顔を出さず、悪人達の会話の中で存在が浮かび上がる（「これは尾張様の御意向」といった類の台詞が聞かれる）パターンが多い。
- 小川笙船：天知茂（第2話、第15話）
- 奈津：美空ひばり（第12話～第13話、第27話、第38話）
吉宗の紀伊国時代の知り合い。気前の良い材木屋の女将で剣術の達人。なぜか辰五郎と顔を合わせる事はなかった。
- 柳の局：白木万理（第3話、第5話、第25話、第46話、第75話、第82話、第92話、第104話、第105話、第113話、第119話、第120話、第130話、第190話、第198話）
大奥御年寄。畳職人 喜作（小栗一也）の娘「あき」として生まれ、大奥で苦労して地位を築く。妹「たみ」（瞳順子）がいる（第119話）。加納五郎左衛門とは互いを「嫌み蟷螂」「女狐」と呼び合い、犬猿の仲。しかし吉宗は両者を「喧嘩友達」と言っている。しばしば悪人との接点が描かれているが、処断されるには至らなかった。
- 鷹野備前守：遠藤太津朗（第86話、第87話、第118話）
老中。頑固者で融通が利かず、殿中で会うたびに五郎左衛門と言い合いをしている。
- 加納五郎左衛門忠久：有島一郎（第1話～第18話、第20話～第21話、第23話～第41話、第43話～第67話、第69話～第188話、第191話、第193話～第207話）
御側御用取次。吉宗の幼少時から教育係を勤める古参の側近で、城から抜け出してしまう吉宗の破天荒な行動にいつも頭を悩ませている。吉宗が将軍となってからも3000石の直参旗本のままでいる。堅物というわけではなく、軟派でコミカルな面も持ち、吉宗不在時には御庭番のそのと花札遊びをする回もある。第20話になるまでめ組の面々とは面識がなかった。家族はおらず、休暇には江戸の街を散策している。紀伊国時代に一度だけ縁談話があったが、明確な答えは出さずに江戸に出てきている（第77話）。
- てつ：津島道子（第133話、第138話、第194話、第198話）
五郎左衛門の屋敷で働く世話係。五郎左衛門とよく口喧嘩をしたり、吉宗の事を穀潰しと呼んだりしている。
- 酒田善右衛門：長門勇（第26話、第41話、第48話）
かつては正義感はあるものの大酒飲みでだらしない同心だったが、腐りきっていた内藤新宿の町と奉行所の立て直しを担った事により、吉宗の肝煎りによって代官に昇格した。しかし代官になってからもその性格は治らず、脇の甘いところを悪人に突かれて何度も窮地に陥った。

## 作品リスト
※ 量が多いため、伸縮型のメニューとして掲載する。右にある[表示]をクリックすると一覧表示される。

## 内容
- この頃は定番の展開が確立されていない。それはこの時代劇が1970年～1980年代の時代劇ブームの中で生まれた一つの作品として終わるはずだったためであり、これに関しては出演者も言及している。話の内容も他のシリーズとは異なることが多い（例えば悪党は大勢でなく、たった2人だったり、殺陣がなかったりしていた）。放送開始から2年目より、その後シリーズの定番的な形式となる。IIと共に殺陣の曲は2パターンある。またシリーズ一の話数を誇る。
- 本作での吉宗は若さや改革者としての面が強調されており、時には悩み、暴走したりしながらも愛する江戸の町のために奔走する彼の成長劇としての側面もあった。初期の頃、調査のために悪事に加担するふりをした際に「闇の将軍になれる」と言われたのを踏まえて、クライマックスのシーンで「闇の将軍」を名乗って敵地に乗り込むパターンもあった。
- 初期の頃は黒い扇子を武器に舞う様に戦う事もあった。第9話にて「正義」の字が描かれた扇子に変わり、後のシリーズでも投擲武器として使われている。
- 必須の存在である“め組”は第3話から誕生する。第21話から登場した一色十郎太は、当初「俺は用心棒」の野良犬のような無頼漢だったが、後にその正体が山田朝右衛門と判明して御様御用に就任、さらに徳田新之助の正体を知ったことで態度を改めた。龍虎は第32話からの登場。
- 大月半蔵役の和崎俊哉は初期にはめ組関係のゲストとして出演したこともあり、その縁から前期EDでは顔見せとして登場したこともある。パート2以降も善悪役でゲスト出演した。
- オープニング映像のタイトルと出演者紹介の文字の色は、のちのシリーズとは異なり黄色ではなく白色である。またOPで松平が乗っている馬も白馬ではなく黒馬である。
- 当初は1クールの予定だったが、視聴者からの評判が良く、番組制作の双方プロデューサーが長く続けたいと思い、当番組によるシリーズが放送終了する2003年までに至った。
- 静岡県ではテレビ朝日系列である静岡朝日テレビ（SATV）の前身である静岡県民放送（静岡けんみんテレビ・SKT）が本番組の放送開始から約6ヶ月後に開局したものの、当時はテレビ朝日と日本テレビのクロスネットで放送枠の確保が出来ず、放送されていない状態であったことから、テレビ朝日での本放送から約1年遅れの1979年2月6日より、TBS系列の静岡放送（SBS）にて月曜 - 金曜16:00 - 16:55に集中放送の形で静岡県民放送での同時ネット開始直前まで遅れネットで放送された[2]。同年7月1日に日本テレビ系列の静岡第一テレビ（SDT）が開局したことで静岡県民放送は完全にテレビ朝日系列となったため、同月7日放送分より同局にて同時ネットで放送されるようになった。
- 新潟県では当時、フジテレビ・日本テレビ・テレビ朝日のトリプルネット局であった新潟総合テレビ（現・NST新潟総合テレビ）にて日曜14:15 - 15:10に遅れネットで放送。

## ソフトウエア

### DVD
- 2006年10月21日に、東映ビデオより「吉宗評判記 暴れん坊将軍」初回限定生産の傑作選DVDボックスと単品DVD（全4巻）がそれぞれ発売された。詳しくは
- 2023年5月23日、デアゴスティーニ・ジャパンより、「隔週刊『暴れん坊将軍DVDコレクション』」が創刊された。本作の他、「暴れん坊将軍Ⅱ」を収録したDVDと、各話のあらすじ、裏話、徳川吉宗にまつわる史実などを特集したマガジンである。上記東映ビデオ版と違い、全207話（暴れん坊将軍Ⅱは全191話）を毎号3話ずつ全69号（暴れん坊将軍Ⅱは全64号）に完全収録されている[3]。

### CD
オリジナル・サウンド・トラックが、キングレコードより、また、エンディングテーマ曲や挿入曲がそれぞれ発売された。